# 百济复国运动
百济复国运动，是660年，百济被新罗和唐朝的联军灭亡后，百济遗民反抗唐朝统治的复国运动，其结果是新罗国利用百济的反唐斗争，兼并了其领土。
660年，唐与新罗联合征服百济后，唐将百济故土划分为熊津（今韩国忠清南道公州）、马韩（今韩国全罗北道益山）、东明（今韩国忠清南道扶余郡）、德安（今韩国忠清南道论山市恩津面）、金涟（不详）五个都督府。据《资治通鉴》记载，百济名将黑齿常之因不满唐朝占领军的暴虐而起兵反抗。他以任存山（位于今韩国全州）为根据地抵檔住苏定方派出去的征讨军，之后他转入反攻，一举攻占原百济的200餘城，导致苏定方因无法扑灭反抗而被召回。此后，黑齿常之与扶餘福信拥立自倭国返回的王子扶余丰为百济统治者。
但根據三國史記的記載八月二日，大置酒勞將土{士}，王與定方及諸將，坐於堂上，坐義慈及子隆於堂下，或使義慈行酒，百濟佐平等群臣莫不嗚咽流涕。是日捕斬毛尺。毛尺本新羅人，亡入百濟，與大耶城黔日同謀陷城，故斬之。又捉黔日，數曰："汝在大耶城，與毛尺謀，引百濟之兵，燒亡倉庫，令一城乏食致敗，罪一也。逼殺品釋夫妻，罪二也。與百濟來攻本國，罪三也。"以□{四}支解，投其屍於江水。【百濟□{余}賊□{據}南岑貞峴城，又佐平正武聚眾庄豆屍原岳，抄掠唐羅人。二十六日，攻任存大柵，兵多地嶮，不能克，但攻破小柵。九月三日，郞將劉仁願，以兵一萬人，留鎮泗沘城，王子仁泰與沙　日原級　吉那，以兵七千副之。定方以百濟王及王族臣寮九十三人，百姓一萬二千人，自泗沘乘舡回唐。金仁問與沙　儒敦大奈麻中知等偕行。】二十三日，百濟余賊{兵}入泗沘，謀掠生降人，留守仁願出唐羅人，擊走之。賊退上泗沘南嶺，豎四五柵，屯聚伺隙，抄掠城邑，【百濟人叛而應者二十餘城】。唐皇帝遣左衛中郞將王文度，為熊津都督。二十八日，至三年山城，傳詔，文度面東立，大王面西立。錫命後，文度欲以宣物授王，忽疾作便死。從者攝位畢事。十月九日，王率太子及諸軍攻　禮城。十八日，取其城置官守，【百濟二十餘城震懼，皆降】。三十日，攻泗沘南嶺軍柵，斬首一千五百人。 ———《三國史記》五卷·新羅本紀五·太宗武烈王零七年
七年，十三日，義慈率左右，夜遁走，保熊津城，義慈子隆與大佐平千福等，出降。十八日，義慈率太子及熊津方領軍等，自熊津城來降。王聞義慈降，二十九日，自今突城至所夫里城，遣弟監天福，露佈於大唐。【八月二日，百濟余賊據南岑、貞峴城，又佐平正武聚眾庄豆屍原岳，抄掠唐羅人。二十六日，攻任存大柵，兵多地嶮，不能克，但攻破小柵。九月三日，郞將劉仁願，以兵一萬人，留鎮泗沘城，王子仁泰與沙餐日原、級餐吉那，以兵七千副之。】二十三日，百濟余賊兵入泗沘，謀掠生降人，留守仁願出唐羅人，擊走之。賊退上泗沘南嶺，豎四五柵，屯聚伺隙，抄掠城邑，【百濟人叛而應者二十餘城。】唐皇帝遣左衛中郞將王文度為熊津都督。二十八日，至三年山城，傳詔，文度面東立，大王面西立。錫命後，文度欲以宣物授王，忽疾作便死。從者攝位畢事。十月九日，王率太子及諸軍攻尒禮城。十八日，取其城置官守，【百濟二十餘城震懼，皆降。】三十日，攻泗沘南嶺軍柵，斬首一千五百人。 ———《三國史記》·新羅本紀第五·太宗王上
初，百濟自扶余璋與高句麗連和，屢侵伐封場。我遣使入朝求救，相望於路。【及蘇定方既平百濟軍回，餘眾又叛】。王與鎮守使劉仁願、劉仁軌等，經略數年，漸平之。高宗詔：扶余隆歸，撫餘眾及令與我和好。 ———《三國史記》·新羅本紀第六·文武王上
先是、百濟首領沙吒相如、【黑齒常之自蘇定方軍回後】、【鳩集亡散】、各據險以應福信、至是率其眾降。仁軌諭以恩信、令自領子弟以取任存城、又欲分兵助之。———《舊唐書》卷八十四／列傳三十四／劉仁軌傳
《三國史記》載，八月二十六日，派遣軍隊攻任存大柵，兵多地嶮，不能克，但攻破小柵。九月三日啟程回唐獻俘。之間相隔時間很短，才幾天，遂復200餘城不可能在這段時間發生。一開始叛亂規模其實並不大。十萬唐軍都回國，只派劉仁願一萬兵和七千新羅兵留守百濟，大規模叛亂是大軍回國後的事
在唐大軍回國前《三國史記》沒有提到其他大小戰事和叛軍復200城的任何記載，但唐軍一走，叛亂就漫延開來了，響應的城有20餘城也提到了，戰事也有詳細記載
兩國史書也可印證，《舊唐書》劉仁軌傳，「黑齒常之自蘇定方軍回後、鳩集亡散、各據險以應福信」，《三國史記》記載也是「及蘇定方既平百濟軍回，餘眾又叛」，等蘇定方走後才敢反叛，《三國史記》載，八月二十六日，派遣軍隊攻任存大柵，兵多地嶮，不能克，但攻破小柵。九月三日啟程回唐獻俘。之間相隔時間很短，才幾天，遂復200餘城不可能在這段時間發生。一開始叛亂規模其實並不大。十萬唐軍都回國，只派劉仁願一萬兵和七千新羅兵留守百濟，大規模叛亂是大軍回國後的事 這可以確定的是。並不是蘇定方本人指揮，而是派遣軍隊攻任存大柵，兵多地嶮，不能克，但攻破小柵, 唐高宗龍朔三年（663年），唐朝將領劉仁軌在白江口戰役中徹底擊潰倭國和百濟水軍，再次平定百濟，並遣使招安黑齒常之。黑齒常之不得已再次歸降唐朝。劉仁軌命其反攻任存山。黑齒常之遂反戈擊破任存山，完成了唐軍對百濟的征服
663年，百济遗民联合倭对唐再次发动进攻。唐朝将领刘仁轨在白江口战役中击溃倭国和百济水军，再次征服百济。
686年，在新罗与唐朝的战争后，新罗軍攻占朝鲜半岛大同江以南包括百济国在内的全部领土，百济复国运动结束。735年，唐朝最终承认了新罗对朝鲜半岛大同江以南领土的控制。